# Maserati Grecale
La Maserati Grecale (codice progetto M182) è un'autovettura di tipo SUV di lusso prodotta dalla casa automobilistica italiana Maserati a partire dal 2022.

## Nome
Come consuetudine per i modelli della Maserati quali la Levante e la Ghibli, il nome deriva dal grecale, vento che soffia da nord-est nel Mediterraneo.

## Storia e profilo

### Contesto e debutto
Annunciata assieme alla presentazione della MC20 a settembre 2020, venne presentata come SUV più piccolo rispetto alla Levante, la vettura ha subìto vari ritardi e rinvii dovuti alla pandemia di COVID-19 e in seguito alla crisi dei microchip; la vettura che inizialmente doveva essere presentata a novembre 2021, è stata svelata alla stampa solamente in forma prototipale, con la presentazione ufficiale rimandata alla primavera del 2022.
La versione definitiva per la produzione in serie è stata presentata in un evento stampa trasmesso in streaming il 22 marzo 2022. La vettura è alimentata sia da motorizzazioni a benzina che ibride ed è anche disponibile (per la prima volta su una Maserati) in una versione completamente elettrica chiamata Folgore, quest'ultima spinta da due motori elettrici uno per ogni asse dalla potenza combinata di circa 400 kW (544 CV) e 800 N·m alimentato da un sistema a 400 V con batteria agli ioni di litio da 105 kWh.

### Design e interni
Lo stile del frontale riprende quello della Maserati MC20, con i fanali a sviluppo verticale e il cofano motore piatto. La linea della fiancata è morbida, con il tetto spiovente che discende sul lunotto molto inclinato, con il posteriore che riprende invece il disegno dei fari a boomerang trapezoidali delle Ghibli e Quattroporte.
La capacità del bagaglio si attesta con il divano posteriore in uso a 570 litri, che scendono nelle varianti ibride a 535 a causa dell'alloggiamento della batteria.
Gli interni si caratterizzano per la presenza, come su tutte le Maserati, dell’orologio al centro dell plancia che qui non è più a lancette ma è digitale e configurabile nelle grafiche, potendo visualizzare oltre l'orologio, la bussola, indicatore sull'utilizzo di freno e acceleratore e dell'accelerazioni laterali e longitudinali.
Inoltre nell’abitacolo è stata ridotta la presenza dei tasti fisici. Al posto del selettore del cambio (che viene sostituito da dei tasti posti sulla plancia) c'è uno spazio per vani e porta bicchieri. Il posto guida si caratterizza per la presenza di un quadro strumenti digitale da 12,3" a cui è integrato l'head-up display e da due display orizzontali collocata sulla console centrale, di cui il primo da 12,3 pollici per il sistema di infotainment basato su Android Automotive, mentre il secondo da 8,8 pollici per la gestione dell'aria condizionata.

### Tecnica e motorizzazioni

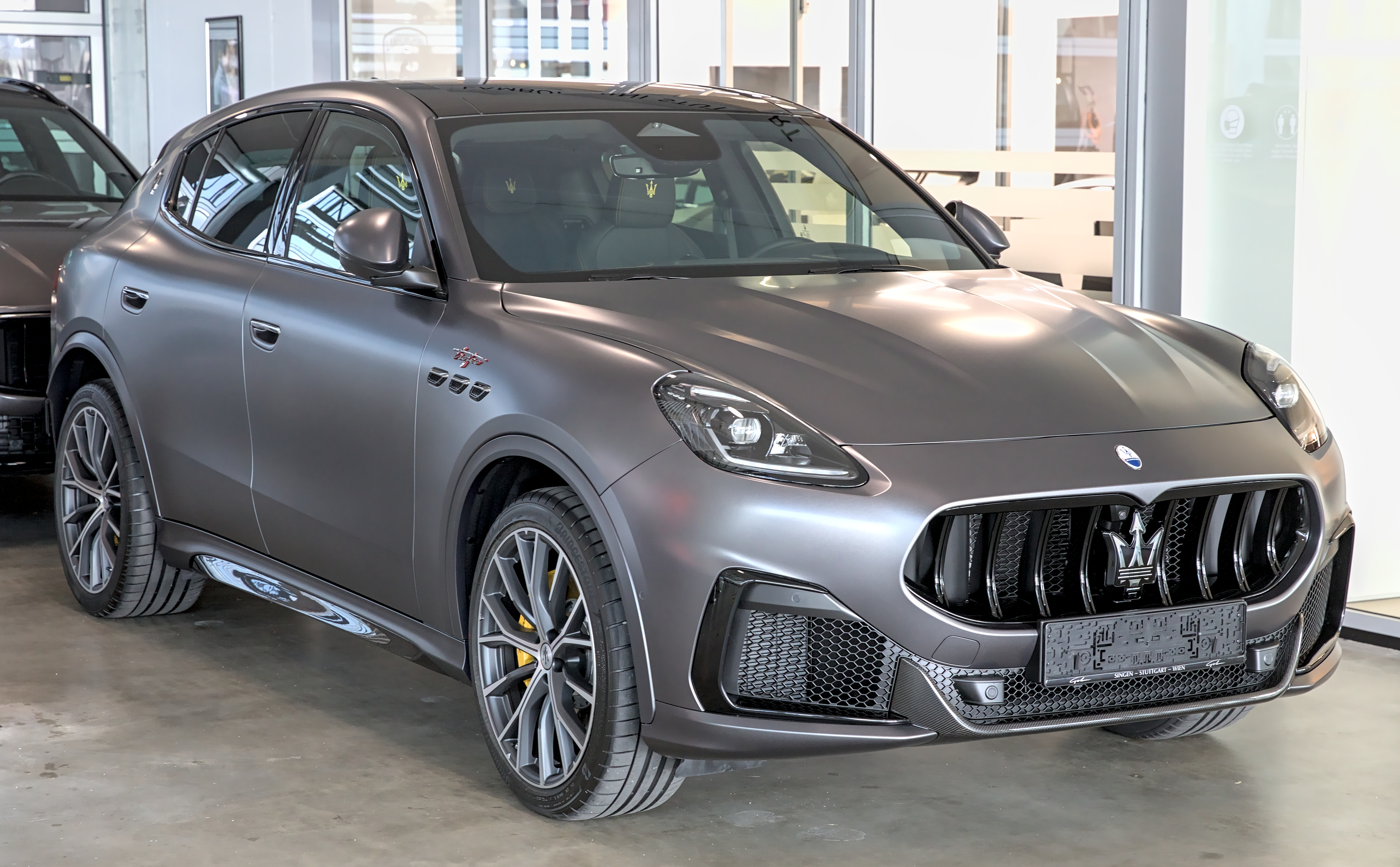
Grecale Trofeo

Sul lato tecnico, la Grecale (che è la prima Maserati derivata da un'Alfa Romeo) viene costruita nello stabilimento FCA di Cassino sul pianale Giorgio delle Alfa Romeo Giulia e Stelvio, ma allungato e modificato per poter ospitare motorizzazioni sia ibride che elettriche. Da queste ultime però riprende alcuni elementi meccanici: tra di essi lo schema sospensivo a ruote indipendenti, che è del tipo a quadrilatero alto con braccio di sterzo virtuale all'avantreno e multilink al retrotreno. La Grecale si differenzia inoltre dalle Alfa per la diversa taratura dell'assetto tramite nuovi ammortizzatori attivi (in opzione quelli pneumatici) e per modifiche allo sterzo. Di serie su tutte le versioni è presente la trazione integrale, con differenziale autobloccante meccanico o a gestione elettronica a seconda delle versioni.
Anche la parte frenante, fornita da Continental viene ripresa dalle Alfa Romeo Giulia e Stelvio, costituita dal cosiddetto sistema frenante integrato (Integrated Brake System), un dispositivo che incorpora il controllo di stabilità e il servofreno, migliorando la risposta del pedale e riducendo le vibrazioni tipiche dell'ABS; inoltre nelle versioni più potenti è disponibile un impianto della Brembo con pinze a 6 pistoncini.

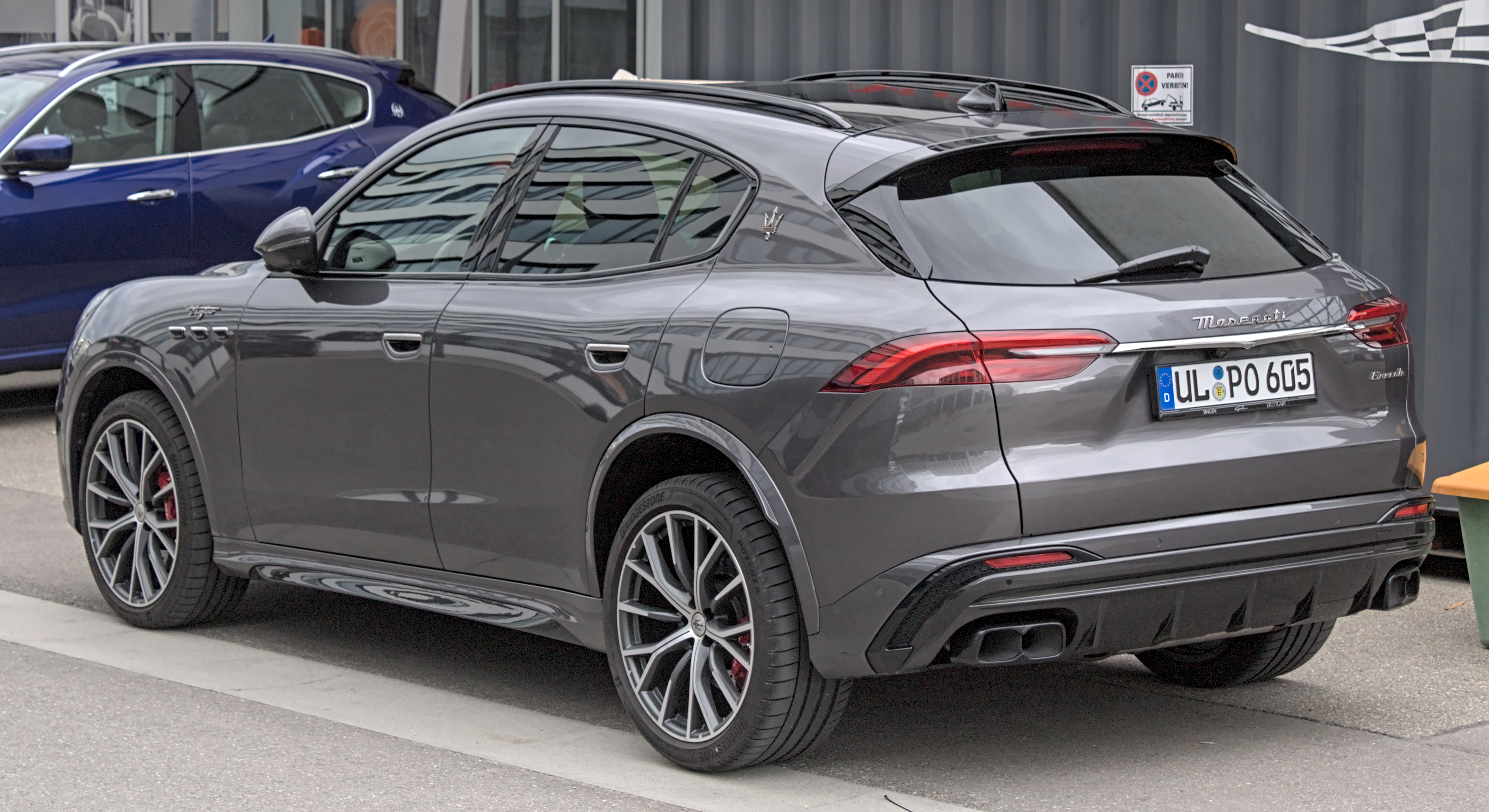
Grecale Trofeo

Le motorizzazioni disponibili al lancio sono due benzina: un quattro cilindri in linea e un V6 (Maserati Nettuno) entrambi dotati di sovralimentazione mediante turbocompressore e tutte fornite di serie della trasmissione automatica a convertitore idraulico di coppia ZF a otto rapporti. Alla base c'è un 2.0 litri GME che eroga 450 Nm di coppia tra i 2000 e i 5000 giri/min ed è coadiuvato da un sistema ibrido leggero a 48 V (il quale alimenta un piccolo compressore elettrico che entra in funzione per ovviare ai vuoti di erogazione della turbina ai bassi regimi), con potenze di 300 CV nell'allestimento GT (0–100 km/h in 5,6 secondi) o di 330 CV nella versione Modena (0-100 km/h in 5,3 secondi); entrambe registrano 240 km/h di punta massima. La variante top di gamma è rappresentata dalla Trofeo, che monta il 3.0 V6 biturbo con 530 CV a 6500 giri/min e 620 Nm di coppia disponibili tra i 3000 e i 5500 giri, derivato da quello della Maserati MC20 e dotato del medesimo sistema a doppia accensione con precamera che agisce su due candele per cilindro, ma si differenzia per la lubrificazione a carter umido e per il sistema di disattivazione dei cilindri, che esclude una bancata in maniera tale che quando è richiesta poca potenza la vettura proceda a soli tre cilindri per ridurre i consumi. Inoltre la Trofeo presenta carreggiate allargate di 34 mm, accelera da 0 a 100 km/h in 3,8 secondi e tocca una punta massima di 285 km/h.

## Riepilogo versioni
|                                                              | GT                                       | Modena                                   | Trofeo                          |
| Produzione                                                   | dal 03/2022                              | dal 03/2022                              | dal 03/2022                     |
| Motore                                                       |                                          |                                          |                                 |
| Frazionamento                                                | quattro cilindri in linea                | quattro cilindri in linea                | V6 di 90°                       |
| Alimentazione                                                | Turbocompressore + compressore elettrico | Turbocompressore + compressore elettrico | Biturbo                         |
| Cilindrata                                                   | 1995 cm³                                 | 1995 cm³                                 | 3000 cm³                        |
| Rapporto di compressione                                     | 9.5:1                                    | 9.5:1                                    | 11:1                            |
| Potenza                                                      | 221 kW (300 CV) a 5750 giri/min          | 243 kW (330 CV) a 5750 giri/min          | 390 kW (530 CV) a 6500 giri/min |
| Coppia                                                       | 450 Nm a 2000-4000 giri/min              | 450 Nm a 2000-5000 giri/min              | 620 Nm a 3000-5500 giri/min     |
| Trasmissione                                                 |                                          |                                          |                                 |
| Trazione                                                     | Integrale                                | Integrale                                | Integrale                       |
| Cambio                                                       | automatico ZF a 8 rapporti               | automatico ZF a 8 rapporti               | automatico ZF a 8 rapporti      |
| Dati tecnici                                                 |                                          |                                          |                                 |
| Velocità massima                                             | 240 km/h                                 | 240 km/h                                 | 285 km/h                        |
| Accelerazione (0-100 km/h)                                   | 5,6 secondi                              | 5,3 secondi                              | 3,8 secondi                     |
| Accelerazione (0-200 km/h)                                   | 23,7 secondi                             | 21,9 secondi                             | 13,8 secondi                    |
| peso a vuoto                                                 | 1795 kg                                  | 1820 kg                                  | 1952 kg                         |
| Consumo di carburante (litri per 100 km nel ciclo combinato) | 8,7-9,2 litri                            | 8,8-9,3 litri                            | 11,2 litri                      |
| Emissioni di CO2                                             | 198-208 g/km                             | 199-210 g/km                             | 254 g/km                        |
| Serbatoio                                                    | 64 litri                                 | 64 litri                                 | 64 litri                        |
| Normativa sulle emissione                                    | Euro 6                                   | Euro 6                                   | Euro 6                          |